# Chute de Kambadaga
La chute de Kambadaga est une série de quatre chutes d'eau de la Moyenne Guinée située dans la sous-préfecture de Bourouwal-Tappé,.

## Descriptions
La chute de Kambadaga mesure plus de 60 mètres et coule toute l'année, mais elle est plus belle en saison pluvieuse et elle est alimentée par des cours d'eau. Elle est située à 15 km en aval de la chute de Kinkon, sur la Kokoulo dans la préfecture de Pita, plus précisément à Bourouwal-Tappé,.

## Galeries

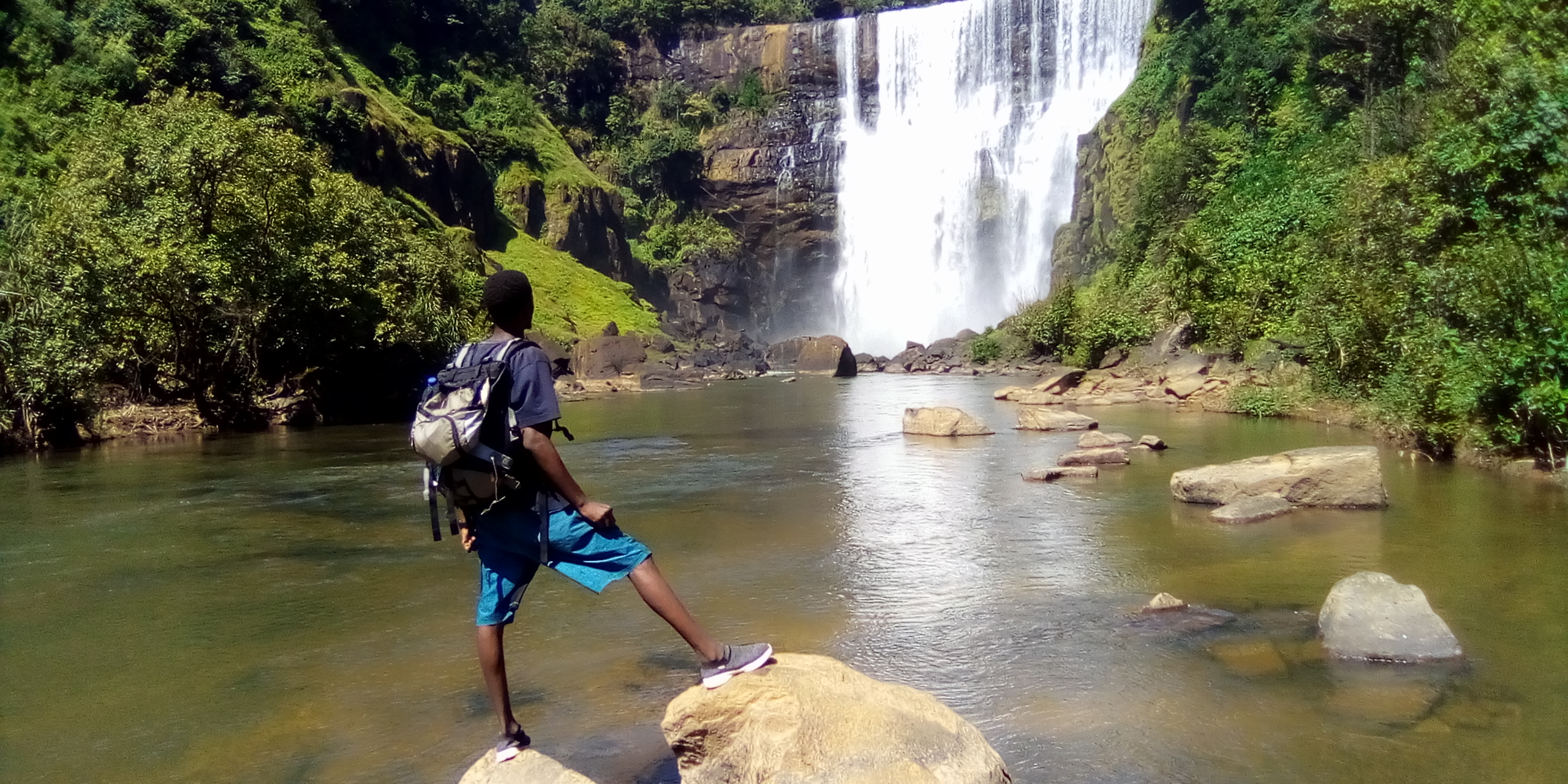
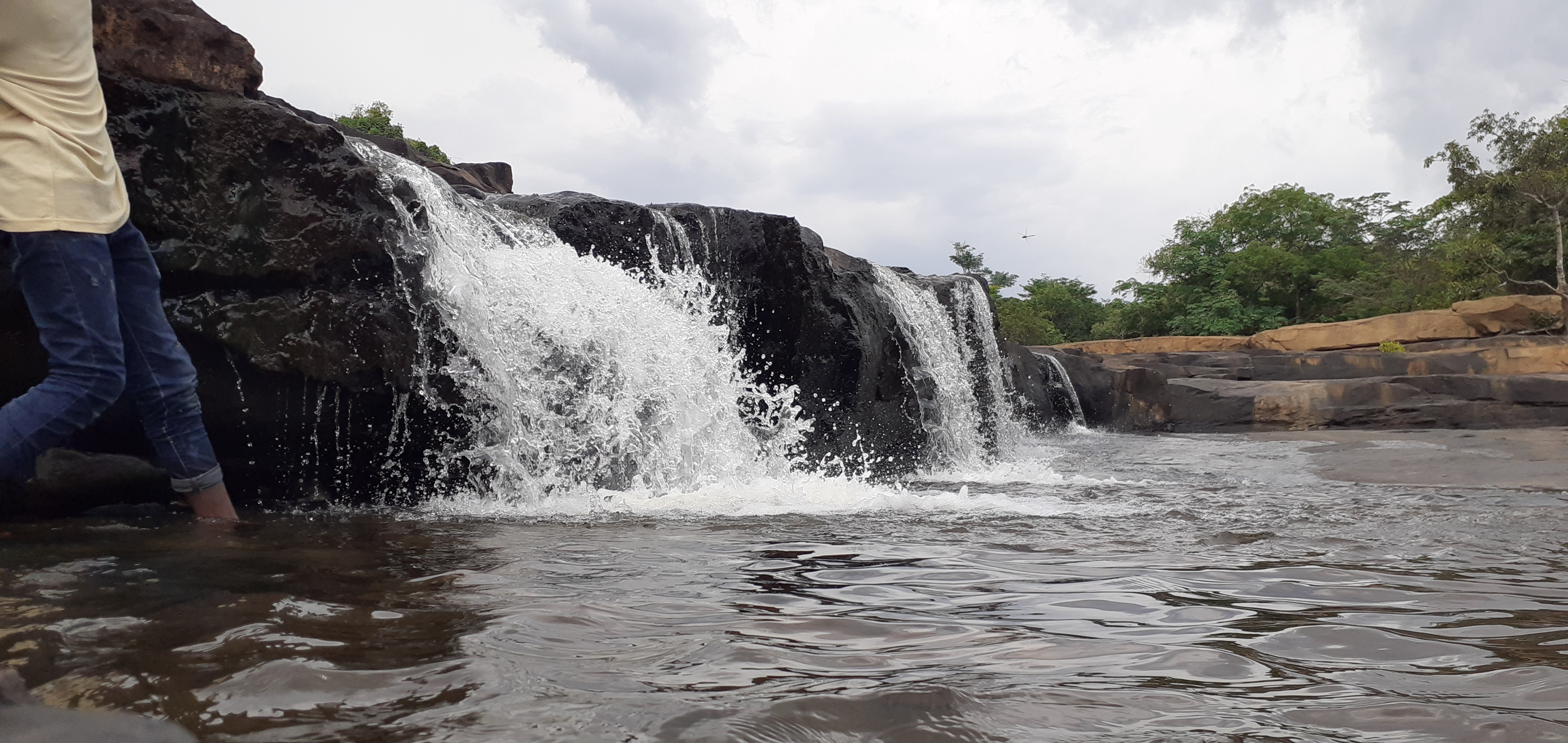
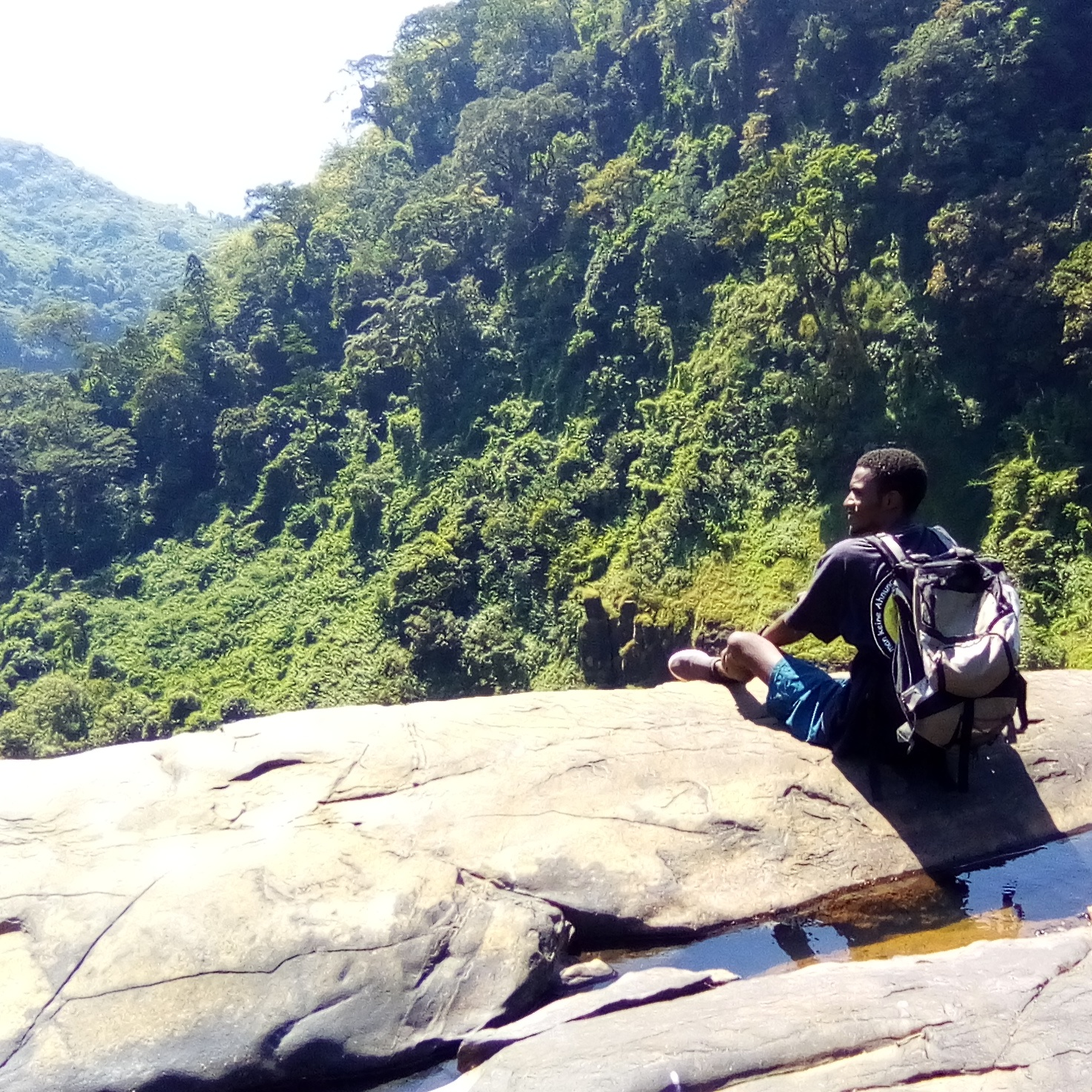